# Blumea subalpina
Blumea subalpina là một loài thực vật có hoa trong họ Cúc. Loài này được Lauterb. mô tả khoa học đầu tiên năm 1914.